# گیورگی ماکاریدزه
گیورگی ماکاریدزه (گرجی: გიორგი მაკარიძე؛ زادهٔ ۳۱ مارس ۱۹۹۰) بازیکن فوتبال اهل گرجستان است.
از باشگاه‌هایی که در آن بازی کرده است می‌توان به باشگاه فوتبال دینامو تفلیس، باشگاه فوتبال لو مان، باشگاه فوتبال فیرنسی، و باشگاه فوتبال موریرنز اشاره کرد.
وی همچنین در تیم‌های ملی فوتبال گرجستان، زیر ۲۱ سال گرجستان، و گرجستان بازی کرده است.

## دوران باشگاهی
او متولد تفلیس است. ماکاریدزه دوران حرفه‌ای خود را در آکادمی دینامو تفلیس آغاز کرد و سپس در ۱۰ ژانویه ۲۰۰۹ با قراردادی چهار ساله به ارزش ۸۰۰ هزار یورو و حقوق سالانه ۸۵ هزار یورو به باشگاه فوتبال لو مان پیوست.
در آوریل ۲۰۱۴، او لو مان را ترک کرد و به دوکسا کاتوکوپیا پیوست، اما هرگز برای این باشگاه قبرسی بازی نکرد و به فیرنسه در پرتغال پیوست که در آن زمان در دسته دوم پرتغال حضور داشت و ۵۴ بازی انجام داد. پس از صعود به لیگ برتر فوتبال پرتغال، ماکاریدزه به موریرنسه پیوست، ۳۳ بازی انجام داد و در سال ۲۰۱۷ جام اتحادیه پرتغال را با این تیم کسب کرد.
در سال ۲۰۱۸ شایعاتی مبنی بر پیوستن ماکاریدزه به بنفیکا منتشر شد، اما این انتقال هرگز عملی نشد و او به جای آن با ریو آوه قرارداد بست. او بعدها با توافق دوطرفه قرارداد خود را فسخ کرد و در ژانویه همان فصل به ویتوریا پیوست.